# باول بيكرينغ
باول بيكرينغ (بالإنجليزية: Paul Pickering)‏ هو كاتب مسرحي بريطاني، ولد في 9 مايو 1952.